# Kommunionlängd
Kommunionlängd är en kyrkobok med uppgifter över de personer som mottagit nattvarden, införd formellt med 1686 års kyrkolag. Den kan ses som ett komplement till husförhörslängden och uppgifterna fördes ofta in i husförhörslängden. Kommunionlängder fördes långt in på 1900-talet, trots att nattvardstvånget avskaffades år 1863. I Finland kallades de kommunionböcker.